# Світлий (Барановицький район)
Світлий (біл. Светлы) — селище в Білорусі, у Барановицькому районі Берестейської області. Орган місцевого самоврядування — Малаховецька сільська рада.

## Населення
За переписом населення Білорусі 2009 року чисельність населення селища становило 292 особи.